# می اوتانی
می اوتانی (انگلیسی: Mei Otani؛ زادهٔ ۲۸ مهٔ ۲۰۰۰) بازیکن راگبی اهل ژاپن است.